# Ostrowąs (województwo kujawsko-pomorskie)
Ostrowąs – wieś w Polsce położona w województwie kujawsko-pomorskim, w powiecie aleksandrowskim, w gminie Aleksandrów Kujawski.
W latach 1975–1998 miejscowość administracyjnie należała do województwa włocławskiego.
Wieś sołecka – zobacz jednostki pomocnicze gminy Aleksandrów Kujawski w BIP.

## Historia
Ostrowąs w 1185 roku Ostrawantz, w XIX wieku wieś w powiecie nieszawskim.
W liczbie wsi nadanych kościołowi P. Maryi pod Płockiem, akt z r. 1185 wymienia „Ostrowantz cum ecclesia*. Kościół więc istniał tu zapewne już na początku XI w. (Ulanowski Dok. Kujaw., 287, 1).
Jako włość klasztoru premonstratensów pod Płockiem, uwolniona 1361 r. razem ze wsiami: Dymcze i Kurowo od wszelkich podatków przez króla Kazimierza (Kod. Dypl. Pol., I, 216).
W 1353 r. Władysław Biały, książę kujawski i gniewkowski, na prośbę Jakuba, prepozyta klasztoru płockiego, i Grimildy, przełożonej, pozwala przenieść wieś Ostrowąs na prawo magdeburskie.

Za zniesione daniny książęce, mają kmiecie płacić 3 grzywny rocznie i dawać poradlne. Kmiecie, których role przytykały do kościoła w tej wsi, wolni będą od opłat (Kod. Dypl. Pol., II, 299).
W 1898 w Ostrowąsie urodził się Wincenty Hołtyn, rolnik, kawaler Orderu Virtuti Militari.

## Sanktuarium
We wsi znajduje się Sanktuarium Maryjne, w skład którego wchodzi kościół pw. Narodzenia NMP oraz plac położony niedaleko kościoła, na którym umieszczono 20 figur symbolizujących stacje modlitwy różańcowej. Budowę placu rozpoczęto w 1992 r., a jego pomysłodawcą był kustosz sanktuarium ks. kanonik Jan Matusiak (proboszcz parafii w latach 1978-2006). Prace zakończono w 2006 r., a plac i figury poświęcono w 20. rocznicę koronacji obrazu Matki Bożej „Pani Kujaw” w Ostrowąsie, w dniu 26 sierpnia 2006 r.
Każda z dwudziestu figur ma wysokość od 2 do 2,5 m. W centrum placu znajduje się kolumna, na szczycie której ustawiona jest figura Matki Bożej z różańcem w ręku.
Od połowy XVII wieku w kościele znajduje się obraz Matki Bożej z Dzieciątkiem, posiadający srebrne sukienki. Namalował go nieznany artysta na wzór wizerunku Salus Populi Romani (Ocalenie Ludu Rzymskiego) z Bazyliki Santa Maria Maggiore (Matki Bożej Większej) w Rzymie. Obraz w Ostrowąsie, zwany obrazem Matki Bożej Pani Kujaw, został 24 sierpnia 1986 r. koronowany papieskimi koronami przez kard. Józefa Glempa.
Od 1978 r. na terenie sanktuarium mieszkał ks. infułat Władysław Matus, b. proboszcz parafii w Husiatynie i parafii św. Elżbiety we Lwowie, działacz społeczny i polityczny, poseł na Sejm I kadencji.  Zmarł w Ostrowąsie w 1993 r.

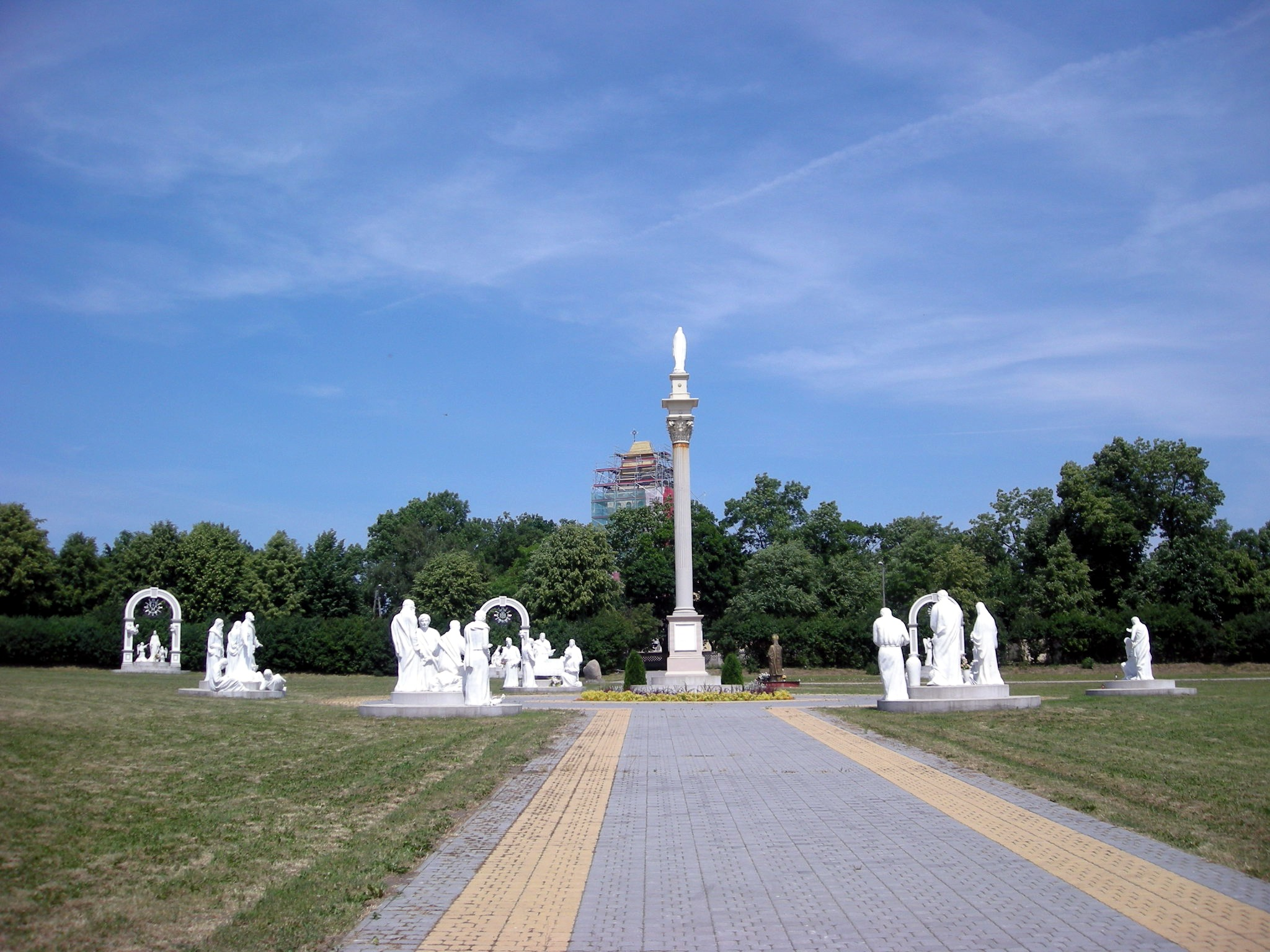
Widok ogólny placu z drogą krzyżową
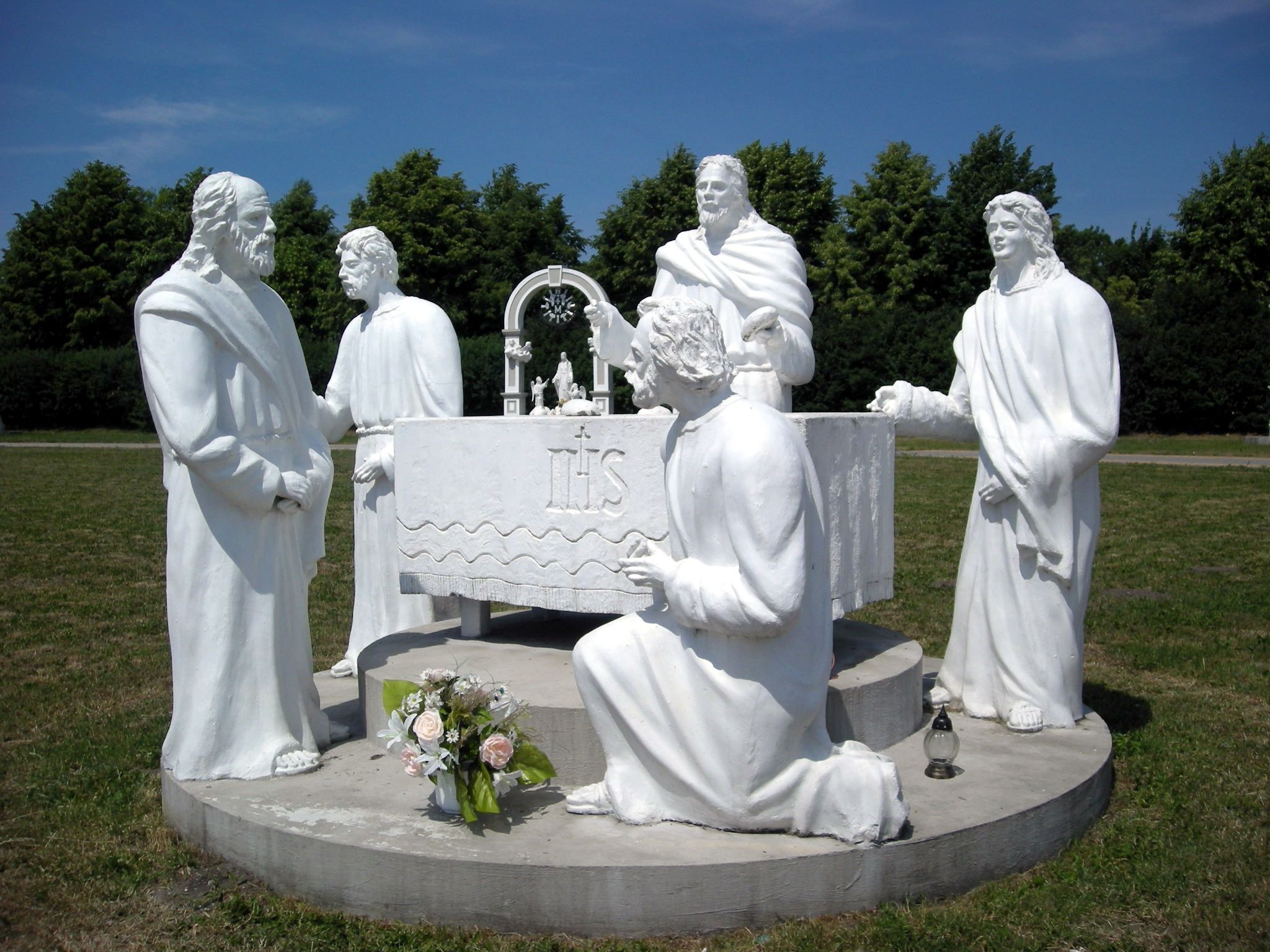
Jedna z figur w centralnej części placu

## Zabytki
Według rejestru zabytków NID na listę zabytków wpisane są:
- kościół parafialny pw. Narodzenia NMP, 1914, nr rej.: A/475 z 23.01.1995
- cmentarz przykościelny, ok. 1914, nr rej.: j.w.
- zespół dworski, k. XVIII, nr rej.: 240/A z 20.10.1987:
  - dwór
  - park z aleją
  - folwark.